# Final da Copa do Mundo FIFA de 1966
A Final da Copa do Mundo FIFA de 1966 foi uma partida de futebol disputada no Estádio de Wembley, em Londres, em 30 de Julho de 1966, para determinar o vencedor da Copa do Mundo FIFA de 1966, a oitava Copa do Mundo FIFA. A partida foi disputada pela Inglaterra e a Alemanha Ocidental, com a Inglaterra a vencer por 4–2 após prolongamento conquistando o Troféu Jules Rimet.
Foi a primeira - e única - ocasião em que a Inglaterra sediou ou ganhou uma Copa do Mundo.
A partida é lembrada pelos Ingleses com a única Copa do Mundo conquistada e mais importante título internacional, pelo hat-trick de Geoff Hurst  - o primeiro em uma final de Copa do Mundo da FIFA - e pelo polémico terceiro golo concedido para a Inglaterra pelo árbitro Gottfried Dienst e seu assistente Tofiq Bahramov . A equipa da Inglaterra ficou conhecido como as "wingless wonders", por conta de sua formação de ataque então nada convencional, descrita na época como um 4-4-2.
Além de um público de 96.924 no estádio, a audiência da televisão Britânica atingiu o pico de 32,3 milhões de telespectadores, tornando-se o evento televisivo mais assistido do Reino Unido até hoje.
O árbitro principal foi o suíço Gottfried Dienst.

## Caminho até a Final
| Grupo 1    | J | V | E | D | GP | GC | SG | Pts |
| ---------- | - | - | - | - | -- | -- | -- | --- |
| Inglaterra | 3 | 2 | 1 | 0 | 4  | 0  | +4 | 5   |
| Uruguai    | 3 | 1 | 2 | 0 | 2  | 1  | +1 | 4   |
| México     | 3 | 0 | 2 | 1 | 1  | 3  | –2 | 2   |
| França     | 3 | 0 | 1 | 2 | 2  | 5  | –3 | 1   |

| Grupo 2            | J | V | E | D | GP | GC | SG | Pts |
| ------------------ | - | - | - | - | -- | -- | -- | --- |
| Alemanha Ocidental | 3 | 2 | 1 | 0 | 7  | 1  | +6 | 5   |
| Argentina          | 3 | 2 | 1 | 0 | 4  | 1  | +3 | 5   |
| Espanha            | 3 | 1 | 0 | 2 | 4  | 5  | –1 | 2   |
| Suíça              | 3 | 0 | 0 | 3 | 1  | 9  | –8 | 0   |

## Detalhes da partida
| 30 de julho de 1966 | Inglaterra                         | 4 – 2 (pro.) | Alemanha Ocidental     | Estádio de Wembley, Londres                         |
| 15:00               | Hurst 18', 101', 120' · Peters 78' | Relatório    | Haller 12' · Weber 89' | Público: 96 924 Árbitro: SWI Gottfried Dienst (ASF) |

| Inglaterra | Alemanha Ocidental |

|            |    |                |
| G          | 1  | Gordon Banks   |
| LD         | 2  | George Cohen   |
| Z          | 5  | Jack Charlton  |
| Z          | 6  | Bobby Moore    |
| LE         | 3  | Ray Wilson     |
| V          | 4  | Nobby Stiles   |
| M          | 7  | Alan Ball      |
| M          | 9  | Bobby Charlton |
| M          | 16 | Martin Peters  |
| A          | 10 | Geoff Hurst    |
| A          | 21 | Roger Hunt     |
| Treinador: |    |                |
| Alf Ramsey |    |                |

|              |    |                         |
| G            | 1  | Hans Tilkowski          |
| LD           | 2  | Horst-Dieter Höttges    |
| Z            | 5  | Willi Schulz            |
| Z            | 6  | Wolfgang Weber          |
| LE           | 3  | Karl-Heinz Schnellinger |
| M            | 4  | Franz Beckenbauer       |
| M            | 12 | Wolfgang Overath        |
| A            | 8  | Helmut Haller           |
| A            | 9  | Uwe Seeler              |
| A            | 10 | Sigfried Held           |
| A            | 11 | Lothar Emmerich         |
| Treinador:   |    |                         |
| Helmut Schön |    |                         |

| Árbitros assistentes - Tofiq Bahramov (CCCP) - Karol Galba (CFS) | Regras do Jogo - 90 minutos - 30 minutos de prolongamento se necessário - Repetição se terminar empatado: - 19:30 BST, Terça-feira, 2 de Agosto de 1966 - Estádio de Wembley, Londres - Não são permitidas substituições |